# Thằng Bờm
Thằng Bờm là một nhân vật truyền thuyết được lưu truyền lâu đời tại Việt Nam, đây được coi là một trong số những nhân vật tiêu biểu nhất cho dòng văn học dân gian. Nhân vật này được miêu tả với nhiều tính cách khác nhau, thường được biết đến như một người khờ khạo, vụng về và chất phác, bên cạnh đó cũng có tài liệu cho rằng Thằng Bờm là một cậu bé chăn trâu mồ côi cha mẹ tinh nghịch, tốt bụng và ham học hỏi.
Một số giải thích cho rằng tên gọi Thằng Bờm là do cách để tóc những bé trai người Việt thời xưa, khi còn nhỏ, đầu tóc của những bé trai này thường được cạo láng và chỉ chừa một chỏm nhỏ phía trước trán giống như bờm ngựa, chỏm tóc này được cho là để che thóp ngừa va chạm và cũng là để tránh gió. Trong đời sống bình thường, người ta dùng cái tên "thằng Bờm" để đặt làm tên gọi riêng ở nhà cho những bé trai, đôi khi nó cũng được dùng để châm chọc hoặc ngụ ý chê bai một ai đó.

## Trong thơ ca
Nhân vật này được mô tả là một đứa trẻ có tính cách khá ngộ nghĩnh, và thường được biết đến trong một bài ca dao mà có lẽ có rất nhiều người Việt thuộc lòng:
Thằng Bờm có cái quạt mo
Thằng Bờm có cái quạt mo
Phú ông xin đổi ba bò chín trâu
Bờm rằng Bờm chẳng lấy trâu
Phú ông xin đổi ao sâu cá mè
Bờm rằng Bờm chẳng lấy mè
Phú ông xin đổi một bè gỗ lim
Bờm rằng Bờm chẳng lấy lim
Phú ông xin đổi con chim đồi mồi
Bờm rằng Bờm chẳng lấy mồi
Phú ông xin đổi nắm xôi Bờm cười

## Trong nghệ thuật
Năm 1987, một bộ phim thuộc hài mang tên Thằng Bờm được thực hiện bởi Hãng phim truyện Việt Nam, nhân vật thằng Bờm trong phim này được miêu tả là một kẻ khờ khạo và tham lam, nhưng lại may mắn đến lạ thường, cuối phim, Bờm hóa điên vì mộng làm quan.
Một bài hát mang tên "Thằng Bờm" cũng được sáng tác, bài hát được ca sĩ Ngọc Linh trình bày. Ngoài ra có bài hát cùng tên cũng được sáng tác bởi một nhạc sĩ khác và được ca sĩ Quang Vinh trình bày trong chương trình ca nhạc thiếu nhi Sa Mạc Mến Thương.